# Paderno d'Adda
Paderno d'Adda är en ort och kommun i provinsen Lecco i regionen Lombardiet i Italien. Kommunen hade 3 805 invånare (2018).